# 가장 긴 영어 낱말
영어에서 가장 긴 낱말의 정체는 "낱말"과 길이의 정의에 따라 달라진다.
낱말은 언어의 뿌리에서 자연스럽게 파생되거나 신조어 및 구조화를 통해 형성될 수 있다. 또한, 지명이 단어로 간주될 수 있고, 전문 용어는 임의로 길어질 수 있으며, 접미사와 접두사를 추가하여 문법적으로 올바르지만 사용되지 않거나 새로운 단어를 만들 수 있기 때문에 비교가 복잡하다. 사전마다 포함하고 생략하는 단어가 다르다.
단어의 길이는 여러 가지 방식으로 이해될 수도 있다. 가장 일반적으로 길이는 맞춤법 (전통적인 철자 규칙)과 쓰여진 자모의 개수를 세는 것을 기반으로 한다. 다른, 그러나 덜 일반적인 접근 방식에는 음운론 (음성 언어)과 음소 (소리)의 개수가 포함된다.
| 단어                                                    | 글자 수 | 의미                                                          | 주장                                                                                           | 이의 제기                                                                                               |
| ------------------------------------------------------- | ------- | ------------------------------------------------------------- | ---------------------------------------------------------------------------------------------- | --- |
| 메티오닐트레오닐트레오닐글루타미닐알라닐...이소류신     | 189,819 | 가장 큰 단백질인 티틴의 화학적 구성                           | 알려진 모든 단어 중 가장 길다. 이 단어 전체를 발음하는 데 두 시간에서 세 시간 반이 걸렸다.     | 전문 용어; 사전에 없음; 이것이 실제로 단어로 간주되어야 하는지에 대해서는 논란이 있다                   |
| 메티오닐글루타미닐아르기닐티로실글루타밀...세린         | 1,909   | 대장균 TrpA (P0A877)의 화학명                                 | 가장 긴 출판된 단어                                                                            | 전문 용어                                                                                               |
| 로파도테마코셀라코갈레오크라니올레이프사노...프테리고스 | 183     | 가상의 요리                                                   | 주요 작가가 조어한 가장 긴 단어, 문학에 등장한 단어 중 가장 긴 단어                            | 고안된 임시어; 사전에 없음; 고대 그리스어 음역                                                          |
| 뉴모노울트라마이크로스코픽실리코볼케이노코니오시스      | 45      | 규폐증 질환                                                   | 주요 사전에 등재된 가장 긴 단어                                                                | 가장 긴 단어를 만들기 위해 고안된 조어; 전문 용어이지만 언급만 되고 실제 의사소통에서는 사용되지 않는다 |
| Supercalifragilisticexpialidocious                      | 34      | 불분명 – 일반적으로 긍정적인 형용사 또는 넌센스 단어로 이해됨 | 메리 포핀스 영화와 뮤지컬에서 인기를 얻었다                                                    | 고안된 조어                                                                                             |
| 슈도슈도하이포파라티로이디즘                            | 30      | 유전성 질환                                                   | 주요 사전에 등재된 고안되지 않은 가장 긴 단어                                                  | 전문 용어                                                                                               |
| 안티디스이스태블리시먼테어리아니즘                      | 28      | 교회 분리에 반대하는 정치적 입장                              | 고안되지 않고 비전문적인 가장 긴 단어                                                          | 사용 빈도 부족으로 모든 사전에서 허용되지 않는다.                                                       |
| 호노리피카빌리티투디니타티부스                          | 27      | 영예를 얻을 수 있는 상태                                      | 셰익스피어의 작품에 등장하는 가장 긴 단어; 영어에서 자음과 모음이 번갈아 나타나는 가장 긴 단어 | 라틴어                                                                                                  |

## 주요 사전
주요 영어 사전에 등재된 가장 긴 단어는 뉴모노울트라마이크로스코픽실리코볼케이노코니오시스 (45글자)로, 이는 매우 미세한 이산화 규소 입자를 흡입하여 발생하는 폐 질환을 의미한다. 특히 화산에서 발생하며, 의학적으로는 규폐증과 동일하다. 이 단어는 영어에서 가장 긴 단어가 되도록 의도적으로 만들어졌으며, 이후 원래 의도된 의미와 거의 유사하게 사용되어 주장에 어느 정도 타당성을 부여하고 있다.
옥스포드 영어사전에는 슈도슈도하이포파라티로이디즘 (30글자)이 수록되어 있다.
메리엄-웹스터 대학 사전에는 안티디스이스태블리시먼테어리아니즘 (28글자)이 포함되어 있지 않다. 이는 편집자들이 이 단어가 원래 의미로 널리 지속적으로 사용되는 것을 발견하지 못했기 때문이다. 해당 사전에서 가장 긴 단어는 일렉트로엔세팔로그라피컬리 (27글자)이다.
주요 사전에서 가장 긴 비기술적 단어는 29글자의 플록시나우시니힐리필리피케이션이다. "가치 없는 것으로 평가하는 행위"를 의미하는 라틴어 단어들의 연속으로 구성되어 있으며, 1741년부터 사용이 기록되었다.
로스 에클러는 대부분의 긴 영어 단어가 일반 텍스트에서 나타날 가능성이 낮다고 지적했다. 일반 텍스트는 일반 독자들이 접하는 비기술적 현재 텍스트를 의미하며, 작가가 특별히 특이하게 긴 단어를 사용하려고 의도하지 않은 경우를 말한다. 에클러에 따르면 일반 텍스트에서 접할 가능성이 있는 가장 긴 단어는 탈시설화 (deinstitutionalisation 또는 deinstitutionalization)와 반혁명분자 (counterrevolutionaries)이며, 각각 22글자이다.
백만 개 이상의 일반 영어 산문 샘플에 대한 컴퓨터 연구에 따르면 일상적으로 접할 가능성이 있는 가장 긴 단어는 20글자의 uncharacteristically이다.

## 긴 단어의 생성

### 신조어
고대 그리스의 희극 작가 아리스토파네스는 그의 희곡 《여인들의 의회》(에클레시아주사이)에서 171글자(아래 음역으로는 183글자)의 단어를 만들었는데, 이는 재료들을 나열하여 요리를 묘사하는 것이다:
Lopadotemachoselachogaleokranioleipsanodrimhypotrimmatosilphiokarabomelitokatakechymenokichlepikossyphophattoperisteralektryonoptekephalliokigklopeleiolagoiosiraiobaphetraganopterygon.
헨리 캐리의 소극 《크로논호톤톨로고스》(1743)에는 "알디보론티포스코포르니오! 크로논호톤톨로고스는 어디에 두고 왔는가?"라는 첫 줄이 있다.
토머스 러브 피콕은 1816년 저서 《헤드롱 홀》에서 골상학자 크레이니엄 씨의 입을 통해 osteosarchaematosplanchnochondroneuromuelous (44자)와 osseocarnisanguineoviscericartilaginonervomedullary (51자)와 같은 단어들을 만들어냈다.
제임스 조이스는 소설 《피네간의 경야》에서 9개의 100글자 단어와 1개의 101글자 단어를 만들었는데, 그 중 가장 유명한 것은 바바바달가라가타캄미나론콘브론톤네론투온툰트로바룬스카운투후호르덴엔턴룩이다. 첫 페이지에 등장하는 이 단어는 아담과 하와의 타락과 관련된 상징적인 천둥 소리를 나타낸다고 알려져 있다. 이 구절에 대한 언급 외에는 어디에서도 나타나지 않기 때문에, 일반적으로 실제 단어로 받아들여지지 않는다. 실비아 플래스는 그녀의 반자전적 소설 《벨 자》에서 주인공이 《피네간의 경야》를 읽고 있을 때 이 단어를 언급했다.
영화 메리 포핀스의 노래 제목인 34글자 단어 "Supercalifragilisticexpialidocious"는 여러 사전에 나타나지만, 노래 제목에 대한 언급으로 정의된 고유명사로만 나타난다. 이 단어의 의미는 "무슨 말을 해야 할지 모를 때 사용하는 단어"로 알려져 있다. 이 단어의 아이디어와 발명은 작곡가 로버트 셔먼과 리처드 셔먼에게 공로가 돌려진다.

### 교착적 구성
영어는 접두사와 접미사를 추가하여 기존 단어를 새로운 목적으로 합법적으로 확장하는 것을 허용한다. 이를 때때로 교착적 구성이라고 한다. 이 과정은 임의로 긴 단어를 만들 수 있다. 예를 들어, 접두사 pseudo (가짜, 가짜의)와 anti (반대, 반대되는)는 원하는 만큼 여러 번 추가될 수 있다. 더 익숙하게는 "great-great-great-great-grandparent"와 같이 친척에게 "great"를 여러 번 추가하면 임의의 길이의 단어를 만들 수 있다. 기보법에서 8192분음표는 semihemidemisemihemidemisemihemidemisemiquaver라고 불릴 수 있다.
안티디스이스태블리시먼테어리아니즘은 교착적 구성으로 형성된 단어의 가장 일반적인 예시이다.

### 전문 용어

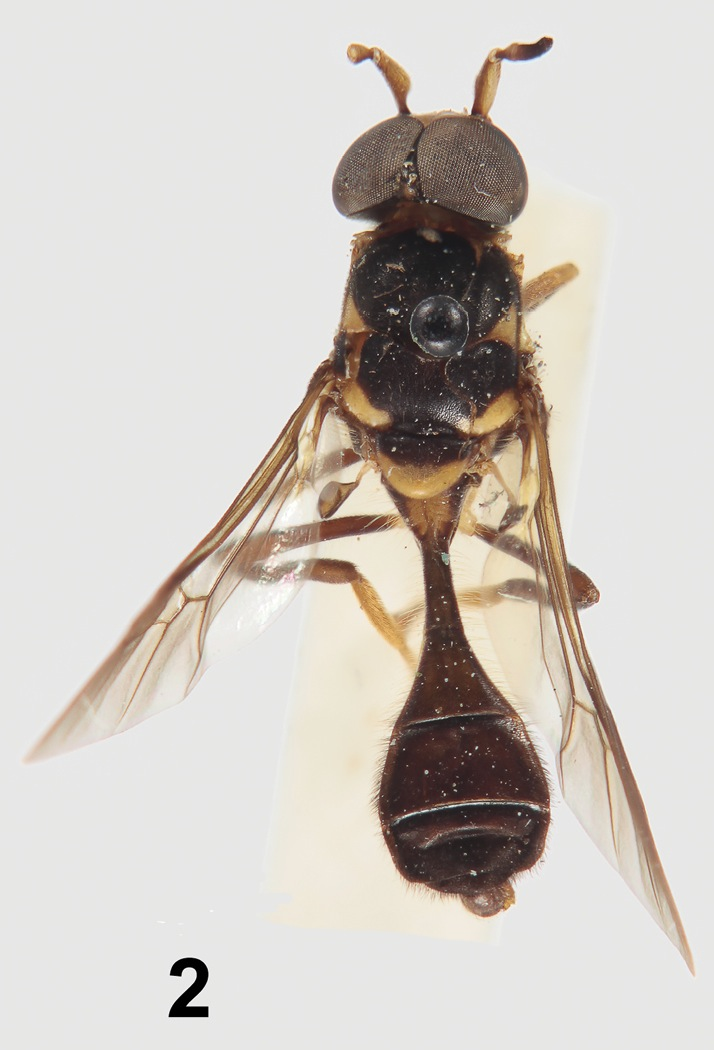
파라스트라티오스페코미이아 스트라티오스페코미이오이데스

여러 과학 명명법을 사용하여 임의로 긴 단어를 생성할 수 있다.
유기 화학 화합물에 대한 IUPAC 명명법은 개방형이어서, 줄무늬 근육 형성에 관여하는 단백질인 티틴의 189,819글자 화학명 Methionylthreonylthreonyl . . . isoleucine이 생성된다. 자연에서 DNA 분자는 단백질 분자보다 훨씬 클 수 있으므로 잠재적으로 훨씬 긴 화학명으로 언급될 수 있다. 예를 들어, 밀 염색체 3B는 거의 10억 개의 염기쌍을 포함하고 있으므로, 따라서 그 한 가닥의 서열을 Adenilyladenilylguanilylcystidylthymidyl . . . 와 같이 전체를 작성하면 약 80억 글자 길이가 된다. 특정 담배모자이크바이러스 변종의 외피 단백질(P03575)을 지칭하는 가장 긴 출판된 단어 Acetylseryltyrosylseryliso . . . serine는 1,185글자 길이며, 1964년과 1966년에 미국화학회의 케미컬 애브스트랙트 서비스에 나타났다. 1965년에 케미컬 애브스트랙트 서비스는 명명 시스템을 전면 개편하고 지나치게 긴 이름 사용을 지양하기 시작했다. 2011년에는 한 사전이 P03575의 기록을 깨고 trpA 단백질(P0A877)을 묘사하는 1,909글자 단어를 등재했다.
존 호턴 콘웨이와 랜던 커트 놀은 10의 거듭제곱에 이름을 붙이는 개방형 시스템을 개발했는데, 라틴어로 6,560을 뜻하는 sexmilliaquingensexagintillion은 103(6,560+1) = 1019,683의 이름이다. 긴 수 체계에서는 106(6,560) = 1039,360이 될 것이다.
Gammaracanthuskytodermogammarus loricatobaicalensis는 때때로 가장 긴 이항명으로 인용되는데, 일종의 양서류이다. 그러나 이 이름은 B. 디보프스키가 제안한 것으로, 1929년 메리 J. 래스번이 국제동물명명규약위원회에 해당 사례를 검토해 줄 것을 요청한 후 무효화되었다.
Myxococcus llanfairpwllgwyngyllgogerychwyrndrobwllllantysiliogogogochensis는 유기체에 대해 승인된 가장 긴 학명이다. 이것은 랜바이어푸흘귄기흘(아래에서 논의)에서 채집된 토양에서 발견되는 박테리아이다. Parastratiosphecomyia stratiosphecomyioides는 맨눈으로 볼 수 있는 모든 동물과 유기체에 대해 승인된 가장 긴 학명이다. 병정파리의 한 종이다. Parapropalaehoplophorus 속명(화석 글립토돈트, 아르마딜로와 관련된 멸종된 포유류 과)은 두 글자 더 길지만, 유사하게 긴 종명을 포함하지는 않는다.
52글자의 Aequeosalinocalcalinoceraceoaluminosocupreovitriolic는 영국 바스의 온천수를 묘사하며, 에드워드 스트로더 박사(1675~1737)에게 귀속된다. 이 단어는 다음과 같은 요소들로 구성된다:
- Aequeo: 동등한 (라틴어, aequo[25])
- Salino: 소금을 함유한 (라틴어, salinus)
- Calcalino: 칼슘 (라틴어, calx)
- Ceraceo: 밀랍 같은 (라틴어, cera)
- Aluminoso: 알루미나 (라틴어)
- Cupreo: "구리"에서 유래
- Vitriolic: 비트리올을 닮은

## 주목할 만한 긴 단어

### 지명
]]

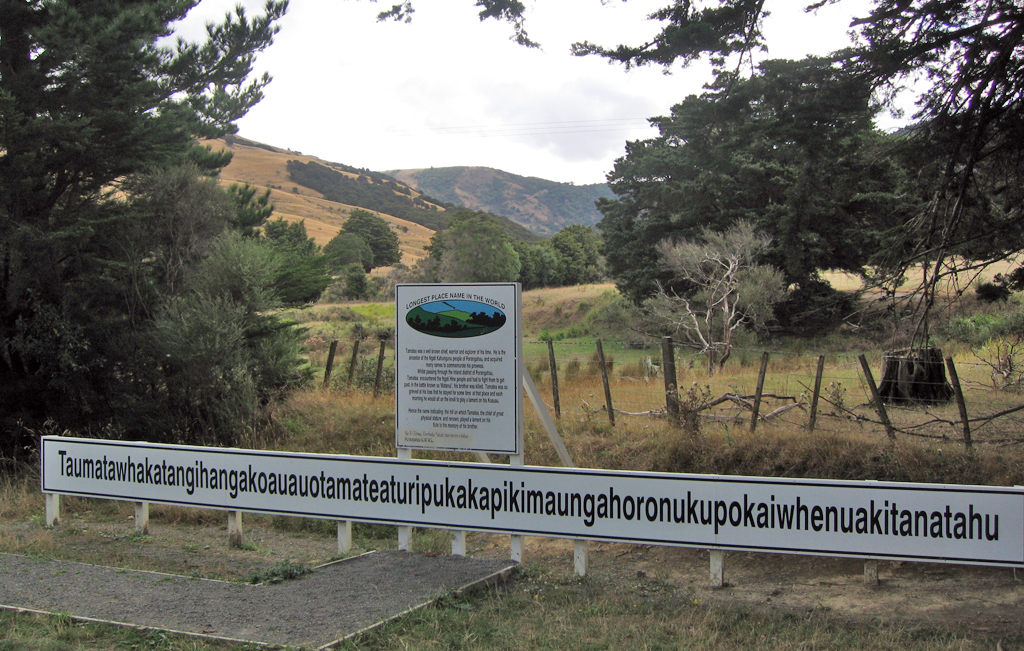
타우마타와카탕이항아코아우아우오타마테아투리푸카카피키마웅아호로누쿠포카이웨누아키타나타후의 표지판

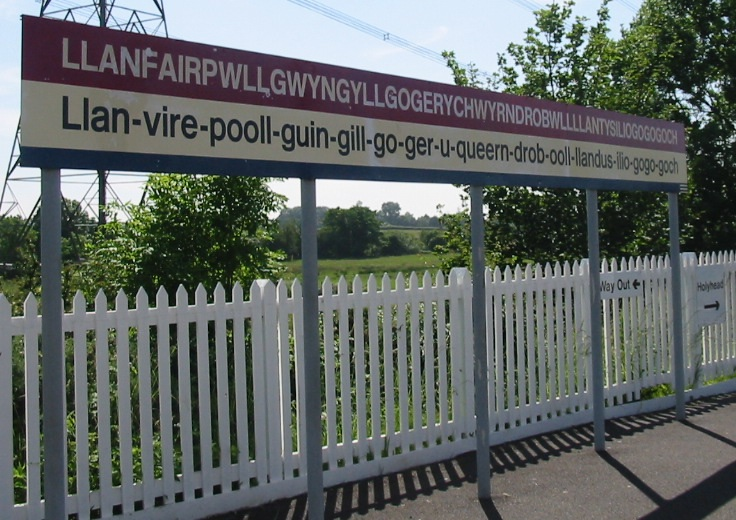
북부 웨일스의 랜바이어푸흘귄기흘고게리흐위른드로블흘란티실리오고고고흐 역 표지판

영어권 국가에서 공식적으로 인정된 가장 긴 지명은 타우마타와카탕이항아코아우아우오타마테아투리푸카카피키마웅아호로누쿠포카이웨누아키타나타후 (85글자)이며, 이는 뉴질랜드의 언덕이다 (이 페이지의 표지판 사진 참조). 이 이름은 마오리어이다. 이 이름에는 더 긴 것을 포함하여 여러 가지 변형 철자가 있다. 마오리어에서는 이중자음 ng와 wh가 각각 단일 글자로 취급된다.
캐나다에서 가장 긴 지명은 온타리오주의 디사트, 더들리, 하코트, 길포드, 하번, 브루튼, 헤블록, 아이르 앤 클라이드로 61글자 또는 공백을 제외한 68글자이다.
58글자의 랜바이어푸흘귄기흘고게리흐위른드로블흘란티실리오고고고흐는 웨일스의 섬인 앵글시에 있는 마을의 이름이다. 전통적인 웨일스어 알파벳으로 보면, 이 이름은 ll, ng, ch와 같은 특정 이중자음이 단일 글자로 간주되므로 51글자밖에 되지 않는다. 그러나 19세기 중반에 채택된 이 조어된 이름은 영국에서 가장 긴 마을 이름이 되도록 순전히 고안된 것이라는 점이 일반적으로 인정된다. 이 장소의 공식 명칭은 Llanfairpwllgwyngyll이며, 일반적으로 Llanfairpwll 또는 Llanfair PG로 약칭된다.
영국에서 하이픈이 없는 단일 단어로 된 가장 긴 비고안 지명은 코튼숍번풋 (19글자)이며, 하이픈이 있는 가장 긴 지명은 서튼-언더-화이트스톤클리프 (29글자)이다.
미국에서 가장 긴 지명(45글자)은 웹스터, 매사추세츠주에 있는 호수인 차고가고그만차우가고그차우부나군가마우그이다. "경계의 낚시터 – 중립 회의 장소"를 의미하며, 때로는 "너는 네 쪽에서 낚시하고, 나는 내 쪽에서 낚시하고, 아무도 중간에서 낚시하지 않는다"고 우스갯소리로 번역되기도 한다. 이 호수는 웹스터 호수로도 알려져 있다. 미국에서 가장 긴 하이픈이 있는 이름은 메릴랜드주의 마을인 윈체스터-온-더-세번과 텍사스주 역사에서 주목할 만한 장소인 워싱턴-온-더-브라조스이다. 미국에서 가장 긴 단일 단어 마을 이름은 클라인펠터스빌 (펜실베이니아주)와 무스룩메군틱 (메인주)이다.
오스트레일리아에서 가장 긴 공식 지명은 마뭉쿠쿰푸랑쿤트주냐이다. 26글자이며, 피찬차차라어로 "악마가 소변을 보는 곳"이라는 의미이다.
리히텐슈타인은 영어로 된 가장 긴 단일 단어 국가명이며, 두 번째로 긴 국가는 투르크메니스탄이다.

### 개인명
기네스 세계 기록은 이전에 가장 긴 성명에 대한 범주를 포함했다.
- 약 1975년부터 1985년까지 기록 보유자는 Adolph Blaine Charles David Earl Frederick Gerald Hubert Irvin John Kenneth Lloyd Martin Nero Oliver Paul Quincy Randolph Sherman Thomas Uncas Victor William Xerxes Yancy Zeus Wolfeschlegelsteinhausenbergerdorffvoralternwarengewissenhaftschaferswessenschafewarenwohlgepflegeundsorgfaltigkeitbeschutzenvonangreifendurchihrraubgierigfeindewelchevoralternzwolftausendjahresvorandieerscheinenwanderersteerdemenschderraumschiffgebrauchlichtalsseinursprungvonkraftgestartseinlangefahrthinzwischensternartigraumaufdersuchenachdiesternwelchegehabtbewohnbarplanetenkreisedrehensichundwohinderneurassevonverstandigmenschlichkeitkonntefortplanzenundsicherfreuenanlebenslanglichfreudeundruhemitnichteinfurchtvorangreifenvonandererintelligentgeschopfsvonhinzwischensternartigraum, Senior (746자), 또한 울페+585, 시니어로도 알려졌다.
- 1985년 이후 기네스는 잠시 더 긴 이름을 가진 신생아 소녀에게 기록을 수여했다. 이 범주는 곧 삭제되었다.

긴 출생 이름은 종종 명명법에 대한 항의 또는 기타 개인적인 이유로 만들어진다.
- 스웨덴의 명명법은 부모인 라세 디딩과 엘리자베스 할린에 의해 도전받았는데, 그들은 자녀에게 "Brfxxccxxmnpcccclllmmnprxvclmnckssqlbb11116"(발음은 sv, 43자)이라는 이름을 제안했지만, 스웨덴 남부 할름스타드의 지방법원에 의해 거부되었다.

### 특정 길이가 눈에 띄는 단어
- Schmaltzed와 strengthed(10자)는 옥스포드 영어사전에 기록된 가장 긴 단음절 단어로 보이며, scraunched와 scroonched는 웹스터 제3판 신 국제사전에 기록된 가장 긴 단음절 단어로 보인다. 하지만 squirrelled(11자)는 한 음절로만 발음될 경우 가장 길다(숄터 옥스포드 영어사전과 메리엄-웹스터 온라인 사전의 squirrel, 롱맨 발음 사전에서 허용됨). Schtroumpfed(12자)는 움베르토 에코가 만들었고, broughammed(11자)는 조지 버나드 쇼가 broughamed(10자)를 만든 후 윌리엄 하먼이 만들었다.
- Strengths는 영어에서 모음 글자가 하나만 포함된 가장 긴 단어이다.[30]
- Euouae는 중세 음악 용어로, 모음으로만 구성된 가장 긴 영어 단어이자 연속된 모음이 가장 많은 단어이다. 그러나 이 "단어" 자체는 작은 영광송의 끝에 있는 "seculorum Amen" 구절에서 부를 모음으로 구성된 기억술일 뿐이다. (비록 u가 v와 상호 교환적으로 사용되었고, 변형된 "Evovae"가 때때로 사용되지만, 이 경우의 v는 여전히 모음일 것이다.)
- 반복되는 글자가 없는 가장 긴 낱말은 subdermatoglyphic, dermatoglyphics, uncopyrightable이다.[31]
- 알파벳 순서로 나열된 글자를 가진 가장 긴 단어는 8글자의 염소풀속으로, 풀의 한 속이다. 그러나 이것은 논란의 여지가 있는 고유명사이다. abhors, almost, begins, biopsy, chimps, chintz를 포함하여 알파벳 순서로 글자가 나열된 6글자 영어 단어는 여러 개 있다.[32] "billowy"와 "beefily"와 같은 몇 개의 7글자 단어도 있다. 알파벳 역순으로 글자가 나열된 가장 긴 단어는 sponged, wronged, trollied이다.
- 주요 모음 5개 중 어느 것도 포함하지 않지만 Y를 포함하는 가장 긴 단어는 Twyndyllyng이다.
- 각 모음이 한 번씩만 순서대로 포함된 OED에 기록된 가장 긴 단어는 abstemiously, affectiously, 그리고 tragediously (OED)이다. Fracedinously와 gravedinously(OED의 형용사에서 파생됨)는 13자이다. Gadspreciously는 Gadsprecious(OED에 있음)에서 파생되었으며 14자이다. Facetiously는 OED에 직접 증명된 다른 몇 안 되는 단어 중 하나로, 6개의 모든 모음(y를 모음으로 간주)이 한 번씩 나타난다.
- 디센더나 어센더가 없는 가장 긴 단어는 overnumerousnesses이다.
- 영어에서 가장 긴 단일 회문은 rotavator로, 흙을 부수고 통기시키는 회전 경운기의 또 다른 이름이다.

#### 타자 단어
- QWERTY 자판에서 일반적인 손 위치를 사용하여 왼손만으로 입력할 수 있는 가장 긴 단어는 tesseradecades, aftercataracts, dereverberated, dereverberates[33]이며, 더 흔하지만 때로는 붙임표가 붙는 sweaterdresses이다.[32] 오른손만 사용하여 입력할 수 있는 가장 긴 단어는 johnny-jump-up이거나, 붙임표를 제외하면 monimolimnion[34]과 phyllophyllin이다.
- 키보드 맨 윗줄 글자만 사용하여 입력할 수 있는 가장 긴 영어 단어는 11글자의 rupturewort이다. teetertotter (북미 영어에서 사용됨)는 12글자로 더 길지만, 보통 붙임표로 표기된다.
- 가운데 줄만 사용하여 가장 긴 단어는 shakalshas(10자)이다. 9글자 단어에는 flagfalls가 포함되고, 8글자 단어에는 galahads와 alfalfas가 포함된다.
- 맨 아래 줄에는 모음이 없으므로 표준 단어를 형성할 수 없다.[35]
- 왼손과 오른손을 번갈아 사용하여 입력할 수 있는 가장 긴 단어는 antiskepticism이다.[32]
- 드보락 자판에서 가장 긴 "왼손잡이" 단어는 epopoeia, jipijapa, peekapoo, quiaquia이다.[36] 다른 긴 단어로는 파파야, Kikuyu, opaque, upkeep이 있다.[37] Kikuyu는 집게손가락으로만 입력되므로 드보락 자판에서 가장 긴 한 손가락 단어이다. 오른손에는 모음이 없으므로 가장 긴 "오른손잡이" 단어는 crwths이다.
- 전화 키패드에서 연속된 글자가 가장 많이 공유되는 단어는 nonmonotonic이다.[38]

## 같이 보기
- 리포그램
- 긴 종명 목록
- 한 음절 영어 단어 중 가장 긴 단어 목록
- 가장 긴 영어 문장
- 프랑스어에서 가장 긴 단어
- 루마니아어에서 가장 긴 단어
- 스페인어에서 가장 긴 단어
- 튀르키예어에서 가장 긴 단어
- 영어 단어 수
- 스크립티오 콘티누아
- 장황벽
- 도나우증기선전기사업주요공장공사부문하급관리조합, 독일어에서 가장 길게 출판된 단어